# Sordoli (Ort)
Sordoli ist ein osttimoresischer Ort im Suco Lourba (Verwaltungsamt Bobonaro, Gemeinde Bobonaro). Das Dorf liegt im Norden der Aldeia Sordoli, auf einer Meereshöhe von 692 m. Die Gebäude verteilen sich entlang der Überlandstraße von Maliana nach Atsabe und einer Seitenstraße, die nach Norden abzweigt. Südwestlich liegt das Dorf Lourba, nordöstlich der Ort Tebabui. Östlich fließt der Fluss Babalai, der zum Flusssystem des Lóis gehört.
Nördlich des Dorfes befindet sich der Friedhof Sordoli.